# 오스트레일리안 풋볼

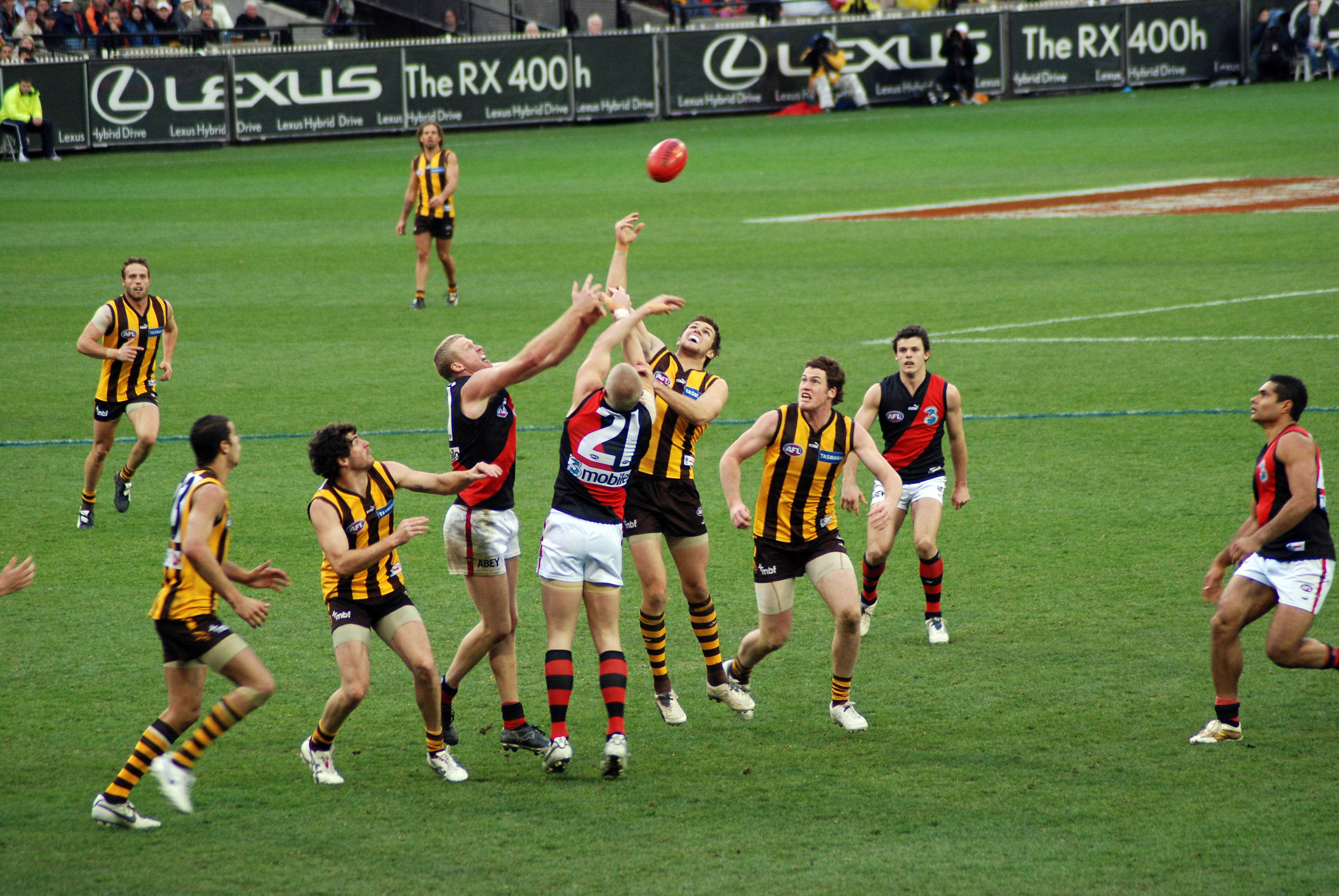
오스트레일리안 풋볼 경기

오스트레일리안 풋볼(영어: Australian football) 또는 호주식 축구는 1859년 오스트레일리아의 멜버른에서 시작한 럭비의 변형이다. 이는 종종 변형된 크리켓 경기장인 타원형 경기장에서 18명의 선수로 구성된 두 팀이 플레이하는 접촉 스포츠이다. 중앙 골 포스트 사이(6점) 또는 중앙과 외부 포스트 사이(1점, “비하인드”라고도 함) 사이의 타원형 공을 차서 점수를 얻는다.
일반 플레이 중에 플레이어는 필드 어느 곳에나 위치할 수 있으며 신체의 어느 부분이든 사용하여 공을 움직일 수 있다. 주요 방법은 발로 차기, 핸드볼링, 공을 가지고 달리는 것이다. 공을 다루는 방법에는 규칙이 있다. 예를 들어, 공을 가지고 달리는 선수는 간헐적으로 공을 지면에 튕기거나 터치해야 한다. 공을 던지는 것은 허용되지 않으며, 선수들은 공을 쥐고 있어서는 안 된다. 게임의 독특한 특징은 필드 어디에서나 킥(특정 조건)에서 공을 잡는 플레이어에게 방해받지 않는 소유권이 부여되는 마크이다. 공의 소유권은 프리킥이나 마크가 지불되는 경우를 제외하고 항상 논쟁의 여지가 있다. 플레이어는 손을 사용하거나 몸 전체를 사용하여 상대를 방해할 수 있다. 위험한 신체적 접촉(상대를 뒤로 밀치는 등), 마킹 시 방해, 고의로 플레이 속도를 늦추는 행위는 위반 정도에 따라 프리킥, 거리 페널티 또는 일정 횟수의 경기 출전 정지로 금지된다. 이 게임은 빈번한 신체적 경쟁, 화려한 마킹, 선수와 공의 빠른 움직임, 높은 득점을 특징으로 한다.
스포츠의 기원은 영국 공립학교 축구 경기에서 영감을 받아 1858년 빅토리아 주 멜버른에서 열린 축구 경기로 거슬러 올라간다. 성인과 오스트레일리아 환경에 더 적합한 게임을 개발하기 위해 멜버른 풋볼 클럽(Melbourne Football Club)은 1859년 5월에 오스트레일리안 풋볼의 첫 번째 법률을 발표했다.
오스트레일리안 풋볼은 오스트레일리아의 모든 스포츠 중 관중석과 TV 시청률이 가장 높은 반면, 오스트레일리안 풋볼 리그(AFL)는 오스트레일리아에서 유일하게 완전한 프로 경기이며 오스트레일리아에서 가장 부유한 스포츠 단체이다. 매년 멜버른 크리켓 그라운드(Melbourne Cricket Ground)에서 개최되는 AFL 그랜드 파이널은 세계에서 가장 많은 사람이 참석하는 클럽 챔피언십 행사이다. 이 스포츠는 또한 많은 국가에서 아마추어 수준으로 다양한 변형으로 진행된다. 이 규칙은 AFL의 게임위원회 법률의 조언에 따라 AFL 위원회에 의해 관리된다.

## 규칙

필드

### 필드
타원형의 경기장을 사용한다. 양팀 18명씩 출전하며, 후보 선수와의 교체는 아무때나 가능하지만 지정된 게이트를 이용해 교체되어야 한다. AFL에서는 한명을 지정해서 후보 선수로 사용하고 있다. 오프사이드 룰은 없으며, 보통 공격수 6명 수비수 6명 미드필더 6명으로 나뉜다. 각 쿼터 시작시,득점으로 인해 중앙에서 공을 튀길때 중앙의 사각형 안에는 각팀에서 4명만 들어갈수 있다.

### 경기 시간
1쿼터 20분 4쿼터제이며 득점이 이루어지거나, 공이 필드 밖으로 나가거나 심판의 판단에 의해 시간이 멈춘다. 이것 때문에 1쿼터 시간이 5~10분정도 더 늘어난다. 경기시간은 경기장안에서는 표시되지 않는다.

### 경기방식
동전을 던져 선공을 정한후, 중앙에서 공을 땅에 튀겨서 경기가 시작된다. 공을 가진 선수는 반드시 발로차거나 손으로 던져서 패스해야한다. 공을 소유한 선수가 없다면 신체 어느 부분을 이용해서도 공을 소유할 수 있다. 공을 가지고 달리는 선수는 최소 15야드 마다 공을 땅에 튀기거나 터치해야 한다. 공을 가진 선수에 대한 태클은 어깨와 무릎사이로만 가능하다.만약 다른선수가 킥한 공을 15야드 초과해서 떨어진곳에서 받으면 마크(mark)가 선언된다. 마크 상황에서는 경기가 잠시 중단되고 공을 받은 선수는 자유롭게 킥하거나 그대로 경기를 진행시킬수도 있다.

### 득점
득점은 필드 위에는 양쪽에 각 4개의 폴대가 있다. 공을 발로 차서 폴대사이를 통과시키면 득점이 나게되며, 가운데 두 개의 폴대 사이를 공이 통과하면 6점, 가운데 두개의 폴대와 외곽의 폴대 사이를 통과하면 1점이 인정된다.

## 같이 보기
- 오스트레일리안 풋볼 리그

#### Books
- Blainey, Geoffrey (2010). 《A Game of Our Own: The Origins of Australian Football》. Black Inc. ISBN 9781863954853.
- Coventry, James (2015). 《Time and Space: The Tactics That Shaped Australian Rules and the Players and Coaches Who Mastered Them》. HarperCollins. ISBN 978-0-7333-3369-9.
- de Moore, Greg (2011). 《Tom Wills: First Wild Man of Australian Sport》. Allen & Unwin. ISBN 978-1-74237-598-4.
- Hess, Rob (2008). 《A National Game: The History of Australian Rules Football》. Viking. ISBN 978-0-670-07089-3.
- Hess, Rob; Lenkic, Brunette (2016). 《Play On! The Hidden History of Women's Australian Rules Football》. Bonnier Zaffre. ISBN 9781760063160.
- de Moore, Greg; Hess, Rob; Nicholson, Matthew; Stewart, Bob (2021). 《Australia's Game: The History of Australian Football》. Hardie Grant Books. ISBN 9781-74379-657-3.
- Hibbins, Gillian; Mancini, Anne (1987). 《Running with the Ball: Football's Foster Father》. Lynedoch Publications. ISBN 978-0-7316-0481-4.
- Hibbins, Gillian (2008). 〈Men of Purpose〉.   Weston, James. 《The Australian Game of Football: Since 1858》. Geoff Slattery Publishing. 31–45쪽. ISBN 978-0-9803466-6-4.
- Hibbins, Gillian (2013). 〈The Cambridge Connection: The English Origins of Australian Football〉.   Mangan, J. A. 《The Cultural Bond: Sport, Empire, Society》. Routledge. 108–127쪽. ISBN 9781135024376.
- Nauright, John; Parrish, Charles (2012). 《Sports Around the World: History, Culture, and Practice》. ABC-CLIO. ISBN 9781598843002.
- Pennings, Mark (2012). 《Origins of Australian Football: Victoria's Early History: Volume 1: Amateur Heroes and the Rise of Clubs, 1858 to 1876》. Connor Court Publishing Pty Ltd. ISBN 9781921421471.
- Pippos, Angela (2017). 《Breaking the Mould》. Simon and Schuster. ISBN 9781925475296.
- Williamson, John (2003).  Bucknell, Mar, 편집. 《Football's Forgotten Tour: The Story of the British Australian Rules Venture of 1888》. Applegate. ISBN 9780958101806.

#### Journal and conference articles
- Hibbins, Gillian; Ruddell, Trevor (2009). “"A Code of Our Own": Celebrating 150 Years of the Rules of Australian Football” (PDF). 《The Yorker》 (39). 2015년 4월 2일에 원본 문서 (PDF)에서 보존된 문서. 2016년 3월 3일에 확인함.
- Hibbins, Gillian; Ruddell, Trevor (2010). “The Evolution of the Rules of Football From 1872 to 1877” (PDF). 《The Yorker》 (41). 2019년 11월 16일에 원본 문서 (PDF)에서 보존된 문서. 2018년 6월 6일에 확인함.
- Mewett, Peter; Toffoletti, Kim (2008). 《The Strength of Strong Ties: How Women Become Supporters of Australian Rules Football》. Australian Sociological Association Conference. University of Melbourne. ISBN 9780734039842.
- Pennings, Mark (2013). “Fuschias, Pivots, Same Olds and Gorillas: The Early Years of Football in Victoria” (PDF). 《Tablet to Scoreboard》 1 (1). 2016년 3월 3일에 원본 문서 (PDF)에서 보존된 문서. 2016년 3월 29일에 확인함.